# جيما دودلي
جيما دودلي (بالإنجليزية: Gemma Dudley) هي دراجة نيوزيلندية، ولدت في 8 مارس 1990.

## وصلات خارجية
- جيما دودلي على موقع الاتحاد الدولي للدراجات (الإنجليزية)
- جيما دودلي على موقع أرشيف الدراجات (الإنجليزية)
- جيما دودلي على موقع إحصائيات الدراجات الإحترافية (الإنجليزية)
- جيما دودلي على موقع نسبة الدراجات (الإنجليزية)
- جيما دودلي على موقع اللجنة الأولمبية النيوزيلندية (الإنجليزية)
- جيما دودلي على موقع اتحاد ألعاب الكومنولث (مؤرشف) (الإنجليزية)